# Ори, Огюст
Огюст Виктор Мари Теодуль Ори́ (фр. Auguste Victor Marie Théodule Haury; 28 февраля 1910, Везуль — 2002, Лион) — французский филолог.

## Биография
Окончил парижский Лицей Людовика Великого и Высшую нормальную школу, где его соучениками и друзьями были будущие президенты Жорж Помпиду и Леопольд Седар Сенгор. Преподавал в лицеях в Лионе (1935—1942), Везуле (1942—1946) и Сен-Жермен-ан-Ле (1946—1952). С 1953 года преподавал в университете Бордо, защитил докторскую диссертацию по классической филологии «Ирония и юмор у Цицерона» (фр. L'ironie et l'humour chez Cicéron, опубликована в 1955 году), в дальнейшем много лет заведовал кафедрой латинского языка. В 1957 году опубликовал критическое издание приписываемой Вергилию поэмы «Скопа». Позднее (1969) вышло подготовленное Ори издание цицероновских «Речей против Катилины» с его же комментариями и предисловием. Статьи и исследования Ори касались вопросов иронии и юмора в классической латинской литературе, наиболее известных римских авторов, отдельных латинских оборотов и выражений. Входил в редколлегию журнала Revue des études anciennes, где опубликовал в 1953—1991 годах 98 статей, заметок и рецензий.
Ори принимал активное участие в неформальном движении за возрождение латыни как живого языка; наиболее значительный его вклад в это движение — перевод на латынь книги Антуана де Сент-Экзюпери «Маленький принц» (лат. Regulus; 1961).